# Anton Ganz
Anton Ganz (ur. 6 lutego 1899, zm. 25 lipca 1973) – zbrodniarz hitlerowski, członek załogi obozu koncentracyjnego Mauthausen-Gusen i SS-Hauptsturmführer.

## Życiorys
Urodził się w Kettershausen, po ukończeniu siedmiu klas szkoły powszechnej, został w 1917 powołany do armii i walczył na froncie zachodnim podczas I wojny światowej. W latach 1921–1931 pełnił służbę w Schutzpolizei. W październiku 1931 Ganz wstąpił do NSDAP (nr legitymacji partyjnej 672421), a 1 kwietnia 1932 do SS (nr identyfikacyjny 34572). W 1940 został przeniesiony do Waffen-SS i skierowany do obozu Hinzert jako dowódca kompanii wartowniczej.
W 1940 Ganz został przydzielony do służby w kompleksie obozowym Mauthausen-Gusen i początkowo dowodził kompanią wartowniczą w obozie głównym. Pod koniec 1942 został komendantem podobozu Ternberg, a od maja 1943 pełnił taką samą funkcję w podobozie Wiener-Neustadt. W lutym 1944 Ganz dowodził transportami więźniów kierowanymi do podobozu Ebensee. Następnie od maja 1944 do maja 1945 był komendantem Ebensee. Miał w obozie opinię mordercy i sadysty. Przeprowadzał egzekucje przez powieszenie i okrutnie katował więźniów, wielokrotnie ze skutkiem śmiertelnym. Kierował mordowaniem więźniów przybyłych do Ebensee z Gross-Rosen. Pozostawiano ich nago na noc na otwartym powietrzu, na skutek czego umierali z wyziębienia. Pod koniec wojny planował umieszczenie więźniów w kamieniołomie, a następnie zdetonowanie znajdujących się tam min. Planowany mord nie doszedł do skutku, gdyż w związku ze zbliżaniem się do obozu oddziałów amerykańskich, wielu wartowników SS zbiegło z Ebensee – również Ganzowi udało się zbiec.
Po zakończeniu wojny początkowo ukrywał się w Austrii pod fałszywym nazwiskiem. W 1949 powrócił do Niemiec i zamieszkał z rodziną we Fryburgu. W 1964 przeszedł na emeryturę.
14 listopada 1967 został aresztowany przez władze zachodnioniemieckie. 15 listopada 1972 Ganz został skazany przez Sąd w Memmingen na dożywocie za zbrodnie popełnione w Ebensee. Zmarł w lipcu 1973 podczas rozprawy rewizyjnej.